# Созонов, Егор Сергеевич
Его́р Серге́евич Созо́нов (Сазонов) (26 мая [7 июня] 1879, Петровское, Вятская губерния — 27 ноября [10 декабря] 1910, Горный Зерентуй, Забайкальская область) — русский революционер, эсер, террорист, убийца В. К. Плеве.

## Биография
Егор Созонов родился в селе Петровском Уржумского уезда (ныне — в Уржумском районе Кировской области) в старообрядческой семье богатого лесопромышленника. По собственным словам происходил из «благомыслящей, в высшей степени религиозной и монархически настроенной крестьянской семьи» переселенцев из деревни в город.
Учился в Уфимской мужской гимназии, затем поступил в Московский университет на медицинский факультет. Цель жизни сам определил так: стать земским врачом и лечить больных.
Чем больше я умственно рос и развивался, тем мои взгляды становились более идеалистическими и либеральными, впрочем, в гуманитарном смысле, а не политическом… проповедь телесных наказаний и человеконенавистничества возмущали меня. Но и второй год моей университетской жизни прошёл для меня благополучно. Я не принимал участие даже в земляческих кружках, существовали ли кружки другого рода — я не знал, о существовании рабочего вопроса в России ничего не ведал, с нелегальной литературой был совершенно незнаком. Я до того был наивен в этом, что мне не принесло никакой пользы даже случайное знакомство с одним московским рабочим, пожелавшим учиться у меня «поэзии» и арифметике. Целый год по воскресеньям ходил ко мне этот рабочий, я принимал его совершенно открыто, ничуть не зная, что такого рода знакомства могут кому-либо показаться подозрительными и могут повести к неприятным последствиям для нас обоих. Арифметике я этого крестьянина научил, но не помню, чтобы хоть раз говорили мы с ним о политике.

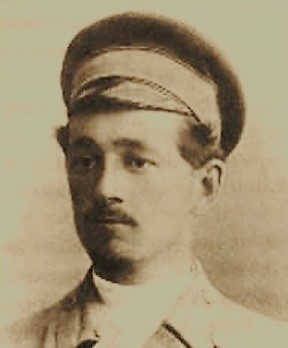
Сазонов в молодости

Но весть о том, что 183 киевских революционно настроенных студента отданы в солдаты, вызвала в душе юноши протест, и он призвал своих товарищей по университету выступить против такого решения царского правительства. Демонстрация была разгромлена.

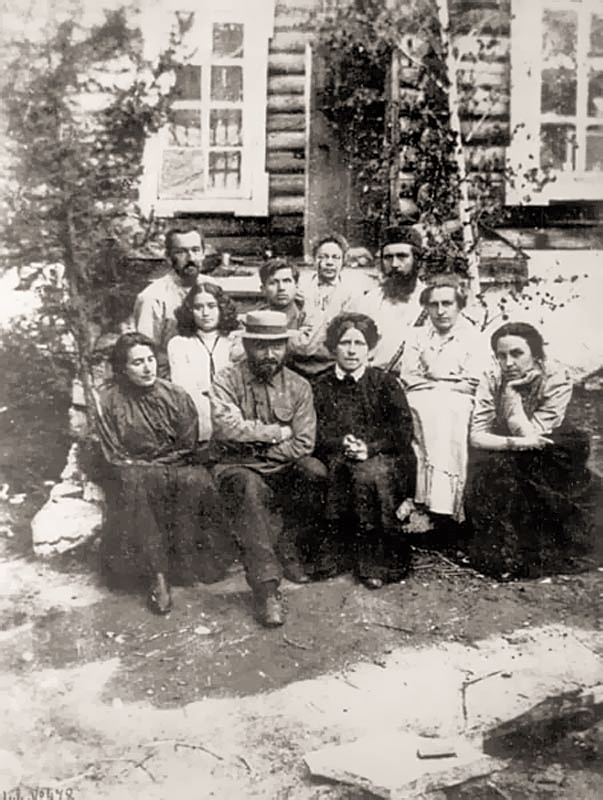
Ссыльные эсеры в Акатуе. На фото слева направо Мария Школьник, Григорий Гершуни, Мария Спиридонова, Александра Измайлович, Анастасия Биценко; во втором ряду: Егор Сазонов, Ревекка Фиалка, Петро Сидорчук, Лидия Езерская, Пётр Карпович

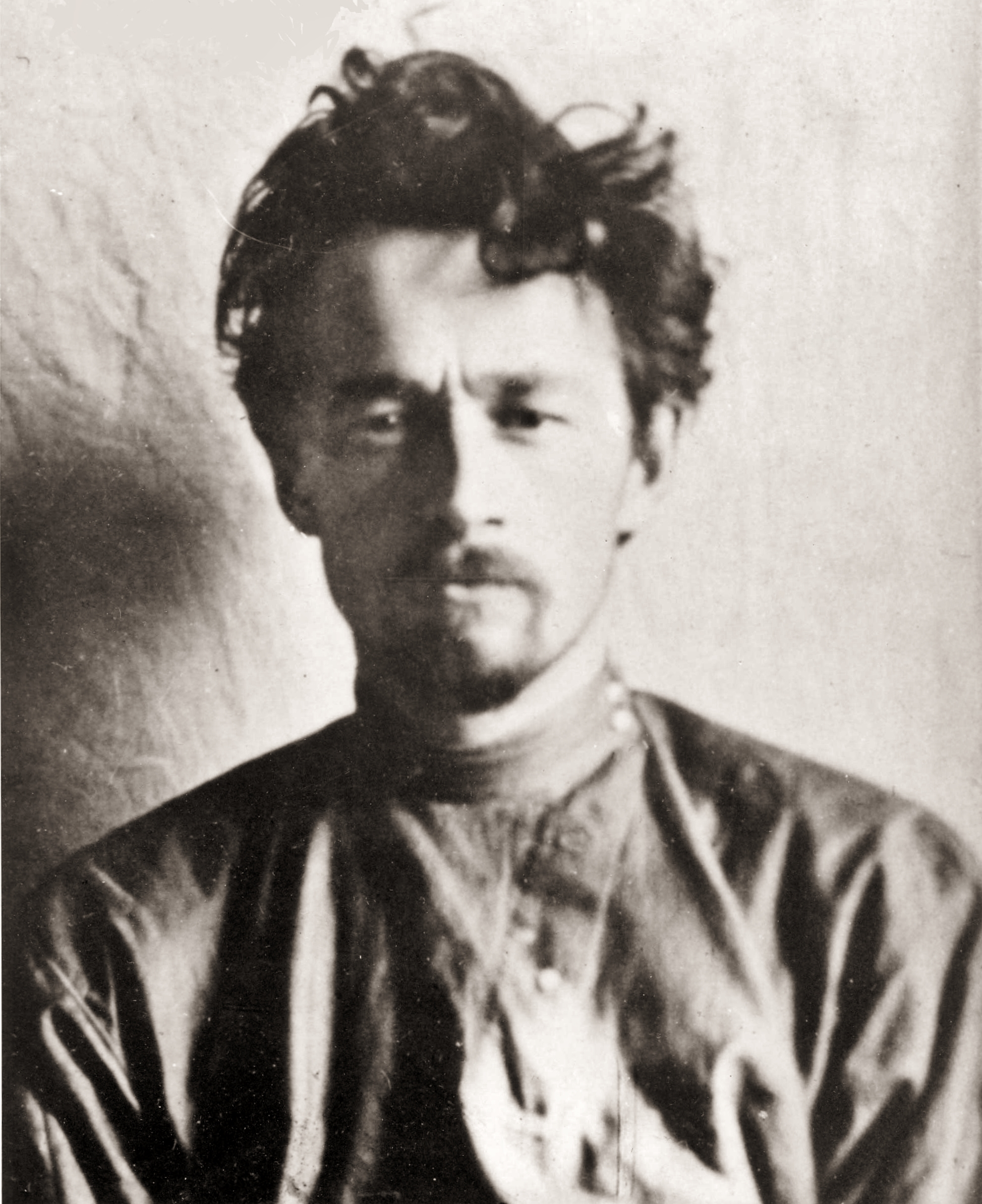
Егор Сазонов после первого ареста

В апреле 1901 года Егор Созонов был исключён из университета и по этапу отправлен в Уфу. В ссылке занимался изучением литературы по общественным и революционным вопросам. В мае 1901 вновь арестован за хранение нелегальной литературы и этапирован в Москву. По ходатайству отца освобождён. Примкнул к «Уральскому союзу социал-демократов и социалистов-революционеров», но в марте 1902 арестован и после полуторамесячного заключения выслан на пять лет в Восточную Сибирь.
16 (29) марта 1902 год в квартиру Созонова по Большой Успенской улице, дом 99, ворвались полицейские. Начался обыск. Егор незаметно вырвал из записной книжки несколько листов и сунул в рот, начал энергично разжевывать… Но оказалось, в спешке не заметил, что вырвал не то что нужно. В руках полицейских оказались неопровержимые улики: адреса, явки. Его заключили в уфимскую тюрьму, обращались с ним грубо. Он объявил голодовку. Последовал перевод в Самару, а оттуда — в якутскую ссылку.
В июле 1903 года по пути в Восточную Сибирь Созонов бежал и, перейдя на нелегальное положение, уехал в Швейцарию. За границей окончательно примкнул к партии социал-революционеров и вступил в боевую организацию.
С поддельным паспортом на чужое имя Егор Созонов вернулся в Россию.
15 (28) июля 1904 год вместе с товарищами по боевой организации в Петербурге совершил убийство министра внутренних дел В. К. Плеве. Первым шёл с бомбой Боришанский, который должен был пропустить карету Плеве мимо себя. За ним следовал Созонов — основной метальщик. За ним следовали Каляев и Сикорский, которые должны были осуществить убийство в случае промаха Созонова. А в случае, если карета повернёт назад, дело должен был довершить Боришанский. При виде кареты Созонов сошёл с тротуара и кинул в неё бомбу, Плеве был убит. Сам Созонов был тяжело ранен и пойман у места преступления, избит полицейскими и охранниками, арестован и доставлен в Александровскую больницу для черно рабочих, где прооперирован.
Созонова лишили всех прав и определили на бессрочное содержание в каторжной тюрьме, заключили в Шлиссельбургскую крепость. Потом была Бутырская тюрьма, откуда Созонова отправили на Нерчинские рудники.
Амнистия 1905 года ограничила пребывание Созонова на каторге известным сроком.

### Зерентуйская трагедия

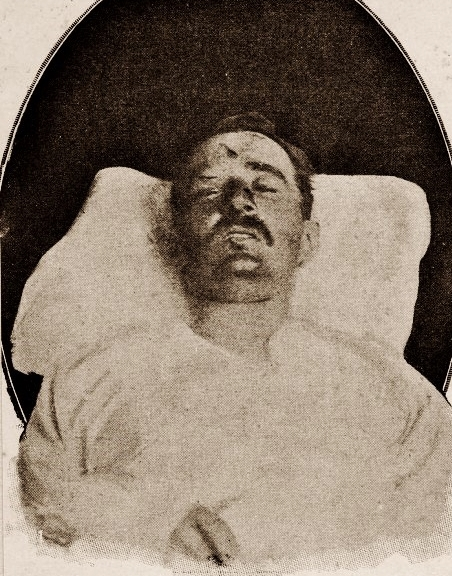
Труп Егора Сазонова после самоубийства

В конце 1907 года его перевели в Зерентуйскую каторжную тюрьму, где режим содержания ссыльных был более свободным.
Правительством были приняты меры к тому, чтобы не выпустить Созонова из своих рук. Из центра был прислан новый начальник тюрьмы И. Высоцкий, который уравнял политзаключенных с уголовными и ввёл для первых телесные наказания. Придравшись к ничтожному поводу, приказал выпороть политических заключённых. Участились самоубийства. Чтобы предотвратить их и привлечь к судьбам узников общественное мнение, 27 ноября (10 декабря) 1910 год Созонов принял яд.
Весть о самоубийстве Созонова произвела сильное впечатление на русское общество и явилось одним из поводов студенческих волнений (1910—1911).

### Захоронение
Первоначально его похоронили в Горном Зерентуе. 25 мая 1917 года прах Созонова был привезён в Уфу. Состоялось перезахоронение на Сергиевском кладбище. На могиле в 1917 году был установлен памятник. Он представлял собой четырёхгранный обелиск высотой 3 м, шириной 1,3 м. Сложен из кирпича, зацементирован и отштукатурен. В центре обелиска, в нише, в кирпичную кладку вмурована мраморная плита серого цвета с надписью:
Погибнуть в борьбе за победу своего идеала — великое счастье. Среди ужасов — смерти и крови — рождается свобода.
На другой стороне обелиска, тоже в нише, была вмурована мраморная плита с текстом:
Я должен умереть. Ожидать лишний день — это значит, может быть, увидеть новые жертвы.
Верхняя часть памятника была увенчана четырёхскатным металлическим покровом из листового железа. Теперь на месте разрушенного памятника установлен серый обелиск.

## Память
- 3 февраля 1937 года в Уфе в честь Егора Созонова в Кировском районе названа улица — Улица Егора Сазонова, бывшая Будановская.
- улица в Челябинске.
- В Воронеже есть улица Петра Сазонова. Ранее на этом месте пересекались улицы Петра Алексеева и Егора Сазонова. В 1970-х годах улицы были застроены, а оставшийся проезжий участок получил «объединённое» название.
- Улица Егора Сазонова есть в Екатеринбурге.

## Семья
- Отец: Сергей Лазаревич Созонов — крестьянин-старообрядец, ставший затем лесопромышленником.
- Мать : Акилина Логиновна. В молодости хотела пойти в монахини, но отговорил её Сергей Лазаревич.
- Брат: Зот Сазонов — революционер, участник боевой организации[7].
- Невеста: Марина Алексеевна Прокофьева, эсерка[8], член Боевой организации, в 1907 году вместе с Б. Н. Никитенко и Б. С. Синявским осуждена по делу о покушении на Николая II[9]
- Сожительница: Паллада Стрынкевич, была любовницей Сазонова в юности, родила от него двоих детей[10]

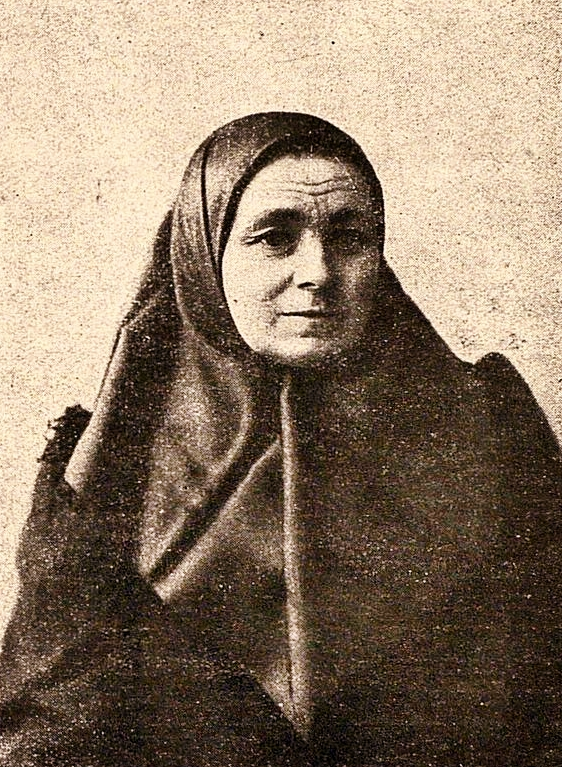
Акилина Логиновна, мать
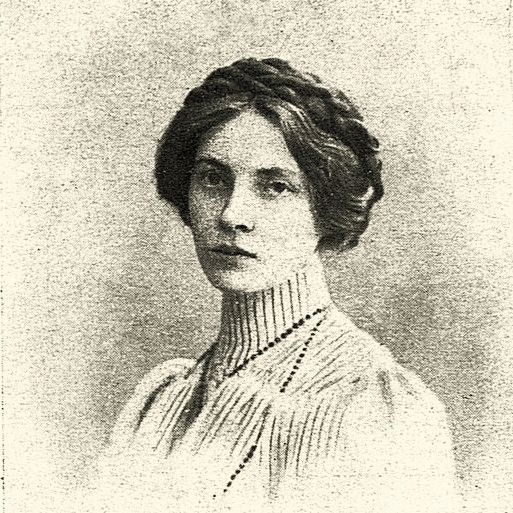
Марина Алексеевна Прокофьева, невеста
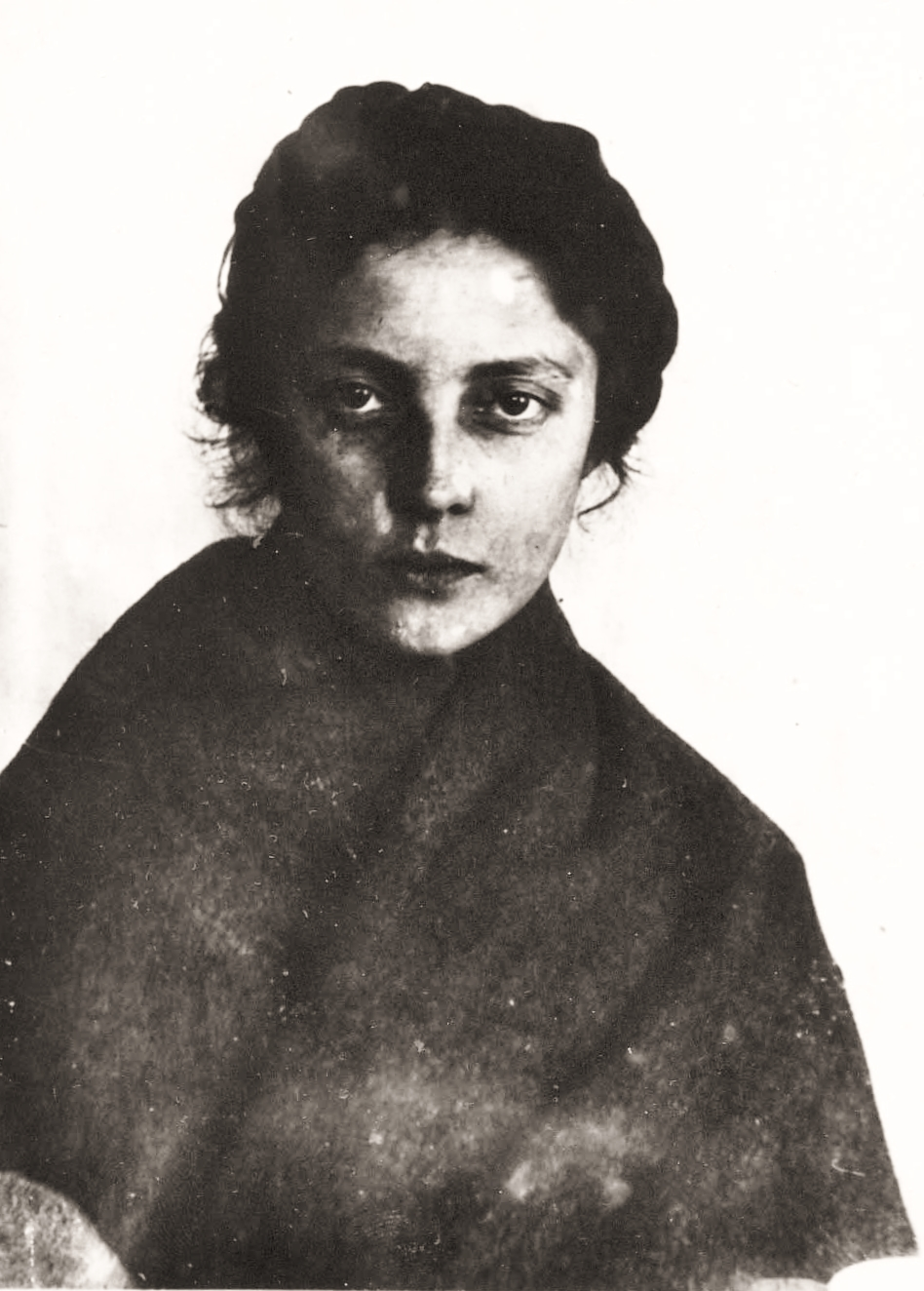
Марина Алексеевна Прокофьева, Фотография из следственного дела Департамента полиции
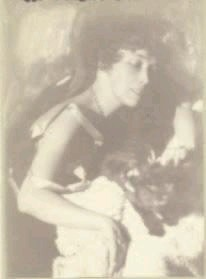
Паллада Олимповна Богданова-Бельская, любовница